# 1086년

## 연호
- 북송(北宋) 원우(元祐) 원년
- 요(遼) 대안(大安) 2년
- 일본(日本) 오토쿠(応徳) 3년
- 서하(西夏) 천안예정(天安禮定) 원년 / 천의치평(天儀治平) 원년
- 리 왕조(李朝) 꽝흐우(廣佑) 2년

## 기년
- 고려(高麗) 선종(宣宗) 3년
- 북송(北宋) 철종(哲宗) 원년
- 요(遼) 도종(道宗) 32년
- 서하(西夏) 혜종(惠宗) 20년 / 숭종(崇宗) 원년
- 리 왕조(李朝) 인종(仁宗) 15년

## 사건
- 솔스베리의 서약

## 탄생
- 8월 11일 - 신성 로마 제국의 하인리히 5세

## 사망
- 중국 북송 시대의 유학자이자 정치가 사마광